# One Limassol
One Limassol, zwany też One – wieżowiec mieszkalny w Limassol na Cyprze. Budowę rozpoczęto w listopadzie 2017 roku. Budowla ma 38 pięter i jest wysoka na 170 metrów, co czyni ją najwyższą budowlą na Cyprze.